# Survael
 (juillet 2023).
Survael est un groupe espagnol de metal extrême, originaire de la communauté de Madrid. Les paroles de leurs chansons traitent de thèmes tels que la nature, la littérature et la mythologie, ainsi que l'histoire et le folklore de la péninsule Ibérique.

## Histoire
En 2008, Alex Gonzalez décide de réunir en un seul groupe les deux projets dans lesquels il était impliqué, ce qui donne naissance à Survael, un groupe qui émerge avec le concept d'interpréter du heavy metal à l'atmosphère épique et au style européen. Pendant cette même période, ils commencent à jouer des concerts et enregistrent une première démo. En avril 2012, ils sortent leur premier EP, War of the Wild. En 2013, Survael ouvre pour la première fois pour un groupe international, Månegarm, ce qui lui ouvre les portes de la notoriété nationale en obtenant des tournées dans la péninsule avec Negură Bunget (Roumanie), Thyrfing (Suède), Kampfar (Norvège) et en participant à plusieurs festivals.
En octobre 2016, ils sortent leur premier album, Savage Tales, dans lequel le groupe marque un style musical plus personnel en recherchant des mélodies et des rythmes plus extrêmes et sombres,,. Après la sortie de cet album, ils entament leur première tournée espagnole en solo, parcourant la majeure partie de la péninsule Ibérique. En 2018, ils jouent à la Sala Silikona de Madrid aux côtés de Sun of the Dying. En 2019, ils jouent à la Sala Jimmy Jazz de Vitoria-Gasteiz aux côtés de Saurom.

## Membres

### Membres actuels
- Álex González — guitare, chœurs
- José Arenas — batterie, chœurs
- Miguel Jareño — chant (anciennement basse, 2009–2016)
- David Arenas — guitare, chœurs (depuis 2010)
- Joaquín Bermúdez — basse, chœurs (depuis 2016)

### Anciens membres
- Cristina Villanueva — claviers (2009–2010)
- Mario Guijarro — guitare (2009–2010)
- Marco Anson — chant (2009–2016)

## Discographie
- 2009 : Demo
- 2012 : War of the Wild (EP)
- 2016 : Savage Tales (album)